# Dith Pran
Dith Pran (khm. ឌិត ប្រន; ur. 27 września 1942 w Siĕm Réab w Kambodży, zm. 30 marca 2008 w New Jersey) – amerykański fotoreporter pochodzący z Kambodży. Jego losy opisuje film Pola śmierci (ang. The Killing Fields).

## Życiorys
Mieszkając w Kambodży, już od 1972 współpracował z Sydneyem Schanbergiem, korespondentem wojennym „The New York Times”. Był współautorem wielu artykułów na temat wojny domowej w Kambodży. Wraz z kilkoma europejskimi i amerykańskimi dziennikarzami zdecydował się pozostać w Phnom Penh, by relacjonować zajęcie miasta przez wojska Czerwonych Khmerów. Zagraniczni dziennikarze zostali wkrótce deportowani do Tajlandii. Ditha Prana zesłano do obozu pracy. W 1979 udało mu się uciec do obozu Czerwonego Krzyża w Tajlandii, skąd wyjechał później do USA.
W obozach pracy w ciągu czterech lat zginęło pięćdziesięciu członków rodziny Ditha Prana.
Sydney Schanberg napisał książkę The Death and Life of Dith Pran, na podstawie której w 1984 powstał głośny film Pola śmierci. Odtwórca postaci Ditha Prana, Haing S. Ngor, został nagrodzony Oscarem.
Dith Pran od 1980 pracował jako fotoreporter w „The New York Times”. Został uhonorowany doktoratami honoris causa czterech uczelni. Zeznawał przed komisjami Izby Reprezentantów Stanów Zjednoczonych na temat dyktatury Czerwonych Khmerów. Był członkiem i przewodniczącym wielu organizacji pozarządowych. Od 1985 był Ambasadorem Dobrej Woli Narodów Zjednoczonych. Zmarł na raka trzustki 30 marca 2008 roku w szpitalu w New Jersey.